# La Guéroulde
La Guéroulde is een plaats en voormalige gemeente in het Franse departement Eure in de regio Normandië en telt 622 inwoners (1999).
Op 1 januari 2016 werd La Guéroulde als zelfstandige gemeente opgeheven en aangehecht bij Breteuil. Deze gemeente maakt deel uit van het arrondissement Évreux.

## Geografie
De oppervlakte van La Guéroulde bedraagt 11,3 km², de bevolkingsdichtheid is 55,0 inwoners per km².
De onderstaande kaart toont de ligging van La Guéroulde met de belangrijkste infrastructuur en aangrenzende gemeenten.

## Demografie
Onderstaande figuur toont het verloop van het inwonertal (bron: INSEE-tellingen).